# Petals for Armor I
Petals for Armor I è l'EP di debutto da solista della cantante statunitense Hayley Williams, pubblicato il 6 febbraio 2020 dall'Atlantic Records.

## Descrizione
L'uscita di Petals for Armor I, primo EP dell'omonimo progetto da solista della cantante dei Paramore Hayley Williams, è stata anticipata dalla pubblicazione dei singoli Simmer e Leave It Alone, accompagnati dai rispettivi video musicali e due brevi interludi, tutti diretti da Warren Fu e scritti dallo stesso Fu con Hayley Williams e Lindsey Byrnes. Un terzo video musicale, realizzato per Cinnamon, è stato pubblicato lo stesso giorno della pubblicazione dell'EP.
Tutti i brani del disco sono stati prodotti da Taylor York, già chitarrista dei Paramore.

## Tracce
1. Simmer – 4:26 (Williams, Howard, York)
2. Leave It Alone – 4:05 (Williams, Howard)
3. Cinnamon – 3:31 (Williams, York)
4. Creepin' – 2:58 (Williams, Howard, Marziano)
5. Sudden Desire – 3:08 (Williams, Howard)

## Formazione
- Hayley Williams – voce; chitarra e tastiera in Simmer, Cinnamon, Creepin' e Sudden Desire; percussioni in Cinnamon
- Taylor York – produzione, strumentazione aggiuntiva
- Joey Howard – basso, tastiera; chitarra in Creepin'; percussioni in Leave It Alone e Sudden Desire
- Aaron Steel – batteria, percussioni; conga in Leave It Alone
- Daniel James – arrangiamento archi in Leave It Alone
- Benjamin Kaufman – violino e violoncello in Leave It Alone
- Mike Weiss – chitarra in Creepin'
- Steph Marziano – produzione aggiuntiva, tastiera e programmazione in Creepin'
- Daniel James – produzione aggiuntiva in Creepin' e Sudden Desire
- Carlos de la Garza – missaggio, ingegneria del suono
- Kevin "K-Bo" Boettger – assistenza all'ingegneria del suono
- Michael Craver – assistenza all'ingegneria del suono, assistenza al missaggio
- David Fitzgibbons – assistenza all'ingegneria del suono, assistenza al missaggio
- Michelle Freetly – assistenza all'ingegneria del suono
- Jake Butler – assistenza all'ingegneria del suono
- Dave Cooley – mastering

## Classifiche
| Classifica (2020)         | Posizione massima |
| ------------------------- | ----------------- |
| Stati Uniti (heatseekers) | 19                |